# 銀魂DS 萬事屋大騷動！
《銀魂DS 萬事屋大騷動！》是根據空知英秋的動漫作品《銀魂》改編的。遊戲的主線是，故事主人公坂田銀时和他的好友們一起為了償還從房東登勢借來的100萬元而努力工作。遊戲以模擬銀时這些人的打工生活展開。如果滿足某些條件後，也能操縱真選組等的其他角色。
30種以上的迷你遊戲及動作遊戲！

## 可操縱角色一覽
坂田銀時
住所: 大江戶　万事屋事務所
生日: 10月10日
愛好: 少年JUMP
自己紹介: 我正在江戶經營万事屋。有什麼煩惱歡迎與我們聯絡。
阿銀的日記
- 真選組的山崎前來委託，要求阻止正在暴走的天人。」

志村新八
住所: 大江戸　恒道館道場
生日: 8月12日
愛好: 聽通通的CD。
神樂（定春）
住所: 大江戶　万事屋事務所
生日: 11月3日
土方十四郎
住所: 真選組本部
沖田總悟
住所: 真選組本部
桂小太郎（伊麗莎白）
住所: 大江戸　池田屋
興趣：伊麗莎白的散步。擔憂這個國家的未來。
桂的日記
- 「與伊麗莎白一起外出散步。」

## 社區
萬事屋阿銀
萬事屋三人組
真選組
類型：武装警官
成員人數：局長、副長以下等等
攘夷志士之会
類型：反政府組織
成員人數：非常多廢物
鬼兵隊
類型：反政府組織過激派
成員人數：烏合之眾和部分精銳
皇子的寵物同好會
類型：動物愛好會（但多數是危險動物）
會員人數：現在只有王子和管家爺爺
跟蹤狂互助協會
類型：同好會（犯罪）
會員人數：大多正體不明
甜味同好會
寺門通親衛隊
類型：偶像同好會
會員人數：十數人
小吃店 登勢
成員人數：店員數名、常客數名（不多）
大江戶情報局
會員人數：情報局員2名

## 外部連結
- （日語）BANDAI游戏官方網站 （页面存档备份，存于）
- （日語）Nintendo SOFTWARE INFO. （页面存档备份，存于）